# Hasanabad-e Now
Hasanabad-e Now (em persa: حسن ابادنو, também romanizada como Ḩasanābād-e Now; também conhecida como Ḩasanābād) é uma aldeia do distrito rural de Surmaq, no condado de Abadeh, na província de Fars, Irã.